# Саул, Джон
Джон Саул (англ. John Saul, род. 25 февраля 1942 г. Пасадена, Калифорния) — современный американский писатель, мастер психотриллера и романов жанра хоррор.

## Жизнь и творчество
Дж. Саул с детских лет мечтал стать известным писателем. Окончив школу, учился в различных университетах США, изучал театральное искусство и литературу, однако законченное образование так и не получил. Поставленный перед необходимостью зарабатывать на жизнь, Дж. Саул решил воплотить в жизнь свою старую мечту — писать романы, что у него совершенно замечательно получилось. В настоящее время Дж. Саула, наряду со Стивеном Кингом и Питером Страубом, относят к трём крупнейшим американским писателям, работающим в области хоррор-литературы. Общий тираж опубликованных романов Дж. Саула, превысил 25 миллионов экземпляров. Во многих его произведениях речь идёт о молодых людях, одержимых Злом.
В настоящее время Дж. Саул проживает в городе Белвью, штат Вашингтон. Часть своего времени писатель проводит в столице штата, городе Сиэтле и на островах Сан-Хуан. На Гавайских островах у него имеется вилла. Среди хобби писателя следует назвать длительные автомобильные путешествия и игру в гольф.

## Избранные романы
- Suffer the Children (Страдания детей, 1977)
- Cry for the Strangers (Плач по незнакомцу, 1979)
- Nathaniel (Натаниель, 1984)
- Hellfire (Адский огонь, 1986)
- Creature (Бестии, 1989)
- Second Child (Второй ребёнок, 1990)
- Darkness (Тьма, 1991)
- Sleepwalk, (Лунатики, 1991)
- The Blackstone Chronickles (Хроники Блэкстауна, 1997)
- The Right Hand of Devil (Правая рука дьявола, 1999)
- Manhattan Hunt Club (Манхэттенский охотничий клуб, 2001)
- Midnight Voices (Голоса среди ночи, 2002)
- Perfect Nightmare (Совершенный кошмар сна, 2005)
- In the Dark of the Night (Во тьме ночи, 2006)
- The Devil’s Labirinth (Лабиринт дьявола, 2007)